# Davide Della Noce

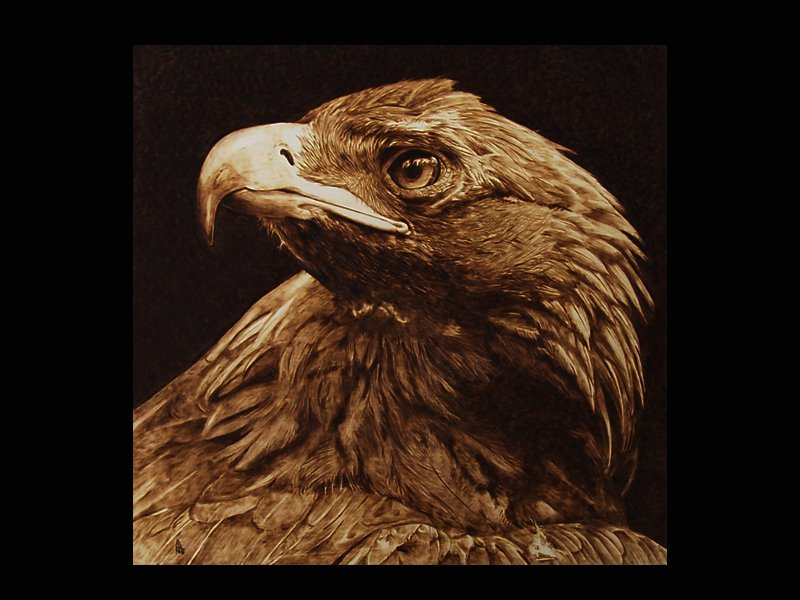
Savannörn

Davide Della Noce, född 16 juli 1974 i Tradate i Varese i Italien , är en italiensk bildkonstnär, som specialiserat sig på tekniken pyrografi, särskilt på bilder av vilda djur.
Davide Della Noce är självlärd. Han har inspirerats av den belgiske målaren Carl Brenders (född 1937).
Han arbetar och bor i Udine i Italien.